# 诺尔德斯蒂纳
诺尔德斯蒂纳是巴西巴伊亚州的一个市镇。总面积470.916平方公里，总人口12147人，人口密度25.8人/平方公里。